# Wechselmethode
Die Wechselmethode – oft auch Zeitspiel genannt – ist eine Regelung im Tischtennis, welche die Zeitdauer eines Spieles begrenzen soll. 

## Beschreibung
Ist ein Satz nach zehn Minuten noch nicht beendet und haben beide Spieler insgesamt weniger als 18 Punkte, dann setzt die Wechselmethode ein: Das Aufschlagrecht wechselt nach jedem beendeten Ballwechsel. Bis einschließlich der ersten 12 Ballkontakte des Rückschlägers gelten die „normalen“ Regeln, nach denen ein Punktgewinn erfolgt. Gelingt es dem rückschlagenden Spieler, den Ball 13 mal erfolgreich zurückzuspielen, dann erhält dieser den Punkt. Während der Ballwechsel zählt ein Schiedsrichter-Assistent hörbar für beide Spieler und den Schiedsrichter die Anzahl der erfolgreichen Rückschläge. Nach dieser Methode wird der Satz bis zum Ende gespielt. Jeder weitere folgende Satz des Spiels wird von Beginn an mit der Wechselmethode gespielt.
Ein Spiel nach der Wechselmethode kommt oft dann zustande, wenn zwei reine Abwehrspieler aufeinandertreffen, die aus Sicherheitsgründen auf „riskante Angriffe“ verzichten und den Ball lediglich passiv in die gegnerische Tischhälfte zurückspielen. Da während der Wechselmethode innerhalb von 26 Ballkontakten ein Punktgewinn zustande kommen muss, sind die Spieler gezwungen, ihr passives Sicherheitsspiel umzustellen.
Theoretisch lässt sich trotz der Wechselmethode ein Satz beliebig in die Länge ziehen, wenn etwa die Spieler abwechselnd punkten.

## Formulierung in den Regeln
Die Wechselmethode ist in den Tischtennisregeln A 2010/11 im Absatz 15 definiert:
15.1 Mit Ausnahme der Festlegung in 15.2 wird die Wechselmethode nach 10 Minuten Spielzeit in einem Satz oder, auf Verlangen beider Spieler oder Paare, zu einem beliebigen Zeitpunkt eingeführt.
15.2 Die Wechselmethode wird in einem Satz nicht eingeführt, wenn mindestens 18 Punkte erzielt wurden.
15.3 Ist der Ball bei Erreichen der Zeitgrenze im Spiel, so unterbricht der SR das Spiel. Anschließend schlägt derselbe Spieler auf, der auch in dem unterbrochenen Ballwechsel Aufschläger war. Ist der Ball bei Einführung der Wechselmethode nicht im Spiel, so schlägt bei Wiederaufnahme des Spiels der Rückschläger des unmittelbar vorausgegangenen Ballwechsels zuerst auf.
15.4 Danach schlägt jeder Spieler abwechselnd bis zum Ende des Satzes für nur 1 Punkt auf. Gelingen dem rückschlagenden Spieler oder Paar 13 Rückschläge in einem Ballwechsel, erzielt der Rückschläger einen Punkt.
15.5 Die Einführung der Wechselmethode verändert die in 13.6 definierte Auf- und Rückschlagreihenfolge nicht.
15.6 Wenn die Wechselmethode einmal eingeführt ist, muss sie auch in allen folgenden Sätzen angewandt werden.

## Geschichte
Die Regeln für die Zeitbeschränkung bzw. die Wechselmethode wurden in der Vergangenheit mehrfach geändert.

## Keine Zeitbeschränkung vor 1937
In der Anfangszeit des Tischtennissports gab es keine Zeitbeschränkung. Daher gab es gelegentlich Mammut-Matches, welche für die Zuschauer unattraktiv und für die beteiligten Spieler körperlich sehr anstrengend war. Bekannt wurden zwei Fälle während der Weltmeisterschaft 1936. Das Spiel zwischen dem Polen Aloizy Ehrlich und dem Rumänen Farkas Paneth dauerte zwei Stunden und zwölf Minuten (ausführliche Beschreibung). Abgebrochen und durch Los entschieden wurde das Spiel zwischen Vasile Goldberger-Marin (Rumänien) und Michel Haguenauer (Frankreich) nach sieben Stunden und 30 Minuten. Wenige Wochen später gewann Dieter Mauritz gegen Helmuth Hoffmann bei den Westdeutschen Meisterschaften in Hagen nach etwa drei Stunden.

## Ab 1937 Zeitbeschränkung
Unmittelbar vor der Weltmeisterschaft 1937 wurde erstmals eine Zeitbeschränkung eingeführt. Spiele mit zwei Gewinnsätzen durften nicht länger als eine Stunde, Spiele mit drei Gewinnsätzen nicht länger als 105 Minuten dauern. Ein einzelner Satz durfte maximal 30 Minuten dauern. Diese Regel wurde auch angewandt: Das Endspiel im Dameneinzel zwischen Ruth Hughes Aarons (USA) und Trude Pritzi (Österreich) wurde im dritten Satz beim Stande von 19:16 wegen Überschreitung der 105 Minuten-Grenze abgebrochen. Das Spiel wurde nicht gewertet und es wurde somit auch kein neuer Weltmeistertitel für Damen vergeben. Bei der gleichen WM wurde die Begegnung Sergey Senekovic (Jugoslawien) gegen Abou Heif (Ägypten) unentschieden gewertet, weil bereits im ersten Satz die maximale Spieldauer von 30 Minuten überschritten war. In der Begegnung Helmut Goebel (Österreich) mit Farkas Paneth (Rumänien) wurden beide wegen Zeitüberschreitung disqualifiziert.
Im Herbst 1937 verschärfte der Weltverband ITTF die Regelung. Ein Satz durfte nun nur noch 20 Minuten dauern. Nach 20 Minuten wird das Spiel unterbrochen und der Spieler mit den meisten Punkten zum Sieger erklärt. Bei Punktgleichheit entscheidet der nächste Ballwechsel, der maximal fünf Minuten dauern darf. Erfolgt nach diesen fünf Minuten kein Punktgewinn, dann wird der Satz als unentschieden gewertet. So endete beispielsweise 1960 eine Partie zwischen Werner Korten (DJK Rheinland Ruhrort) und Werner Quay (Adler Fintrop) nach drei Sätzen mit 4:3, 1:0, 0:0, das Spiel wurde nicht gewertet.
Am 21. Januar 1959 unterlief dem Schiedsrichter in Unkenntnis dieser Regel eine Fehlentscheidung. Beim Länderspiel in Rostock zwischen der DDR und Schweden stand es beim Spiel zwischen Sigrun Kunz und Johansson nach 20 Minuten 18:16 für Kunz. Somit hätte der Schiedsrichter das Spiel abbrechen und als Sieg für Kunz werten müssen. Aber er ließ weiterspielen, Kunz verlor den Satz und das Spiel, wonach Schweden mit 3:2 gewonnen hatte.

## Ab 1961
Seit 1. Oktober 1961 galt die 15-Minuten-Regel, die vom europäischen Tischtennisverband ETTU sowie vom DTTB-Sportausschuss beschlossen wurde. Ein Satz, der damals noch bis 21 gespielt wurde, durfte höchstens 15 Minuten dauern; dann wird nach der Wechselmethode weiter gespielt. Bei den nachfolgenden Sätzen setzt bereits nach 10 Minuten die Wechselmethode ein.
Ein Beispiel für diese Regelung war das Endspiel der nationalen deutschen Meisterschaft 1965 zwischen Eberhard Schöler und Martin Ness. Nach 15 Minuten stand es im ersten Satz 16:16. Von da an ging es in die Wechselmethode. Ness gewann 22:20. Im zweiten Satz begann nach 10 Minuten beim Stande von 11:10 für Schöler die Wechselmethode. Schöler siegte 21:19. Im dritten Satz stand es nach 10 Minuten 11:7 für Schöler, der den Vorsprung nach Hause brachte. Beim Stande von 4:2 für Schöler waren im vierten Satz die 10 Minuten herum; Ness gewann 25:23. Der letzte Satz sah nach 10 Minuten den Spielstand von 0:0. Schöler siegte mit 21:16.

## Ab 1966
Ab 1. Januar 1966 wurde diese Regel dahingehend geändert, dass bei Eintreten der Wechselmethode alle folgenden Sätze von Beginn an nach der Wechselmethode gespielt werden. Die entspricht im Wesentlichen der heutigen Regelung.

## Ab 2001
Als 2001 die Sätze auf 11 Punkte verkürzt wurden reduzierte der ITTF die maximale Dauer eines Satzes entsprechend auf 10 Minuten. Die Wechselmethode setzt nicht ein, wenn beide Parteien mindestens neun Punkte erzielt haben.
2010 wurde diese Regelung etwas geändert: Haben beide Parteien insgesamt mindestens 18 Punkte erzielt, dann setzt die Wechselmethode nicht ein. Dies ist auch bei 10:8 der Fall.